# Telemaratón (programa de Antena 3)
La Telemaratón fue un evento anual, creado y producido por Antena 3, desde 1993 hasta 2001.

## Primera edición: 1993
La velada, contó con la conducción general de: Emilio Aragón, Pepe Carroll, Belén Rueda e Irma Soriano. Se recaudó un total de 212 millones de pesetas (1 274 145,66 €), destinadas a las fundaciones Cáritas, Cruz Roja y Nuevo Futuro.

## Segunda edición: 1994
La velada, contó con la conducción general de: Chiquito de la Calzada, Isabel Pantoja Bibí Andersen, Jesús Puente, Irma Soriano y Jesús Hermida. Se recaudó un total de 186 000 000 de pesetas (1 117 882,51 €), destinadas a las fundaciones Cáritas, la Asociación Española de la Lucha contra el Cáncer y la Unión de Entidades Síndrome de Down.

## Tercera edición: 1995
La velada, contó con la conducción general de: Jesús Hermida y Nieves Herrero. Se recaudó un total de 104 000 000 de pesetas (625 052,59 €), destinadas a las fundaciones Asociación Española de Lucha contra el Cáncer, la Fundación de Ayuda a la Drogadicción y la Fundación Antisida Española.

## Cuarta y quinta edición: 1996
La cuarta edición, se ha realizado, ya no con el nombre de Telemaratón, pero se llamó: La noche solidaria: ¡Paremos la tragedia del Zaire!. Condujo Jesús Hermida, y la recaudación, fue de 85 millones de pesetas (510 860,29 €).
La quinta edición, se ha realizado con Constantino Romero y Ángeles Martín. Se ha recaudado 117 millones de pesetas (703 184,16 €)

## Sexta edición: 1997
La sexta edición, se ha realizado con Ana Rosa Quintana y Rosa Villacastín. Se ha recaudado 91 millones de pesetas (546 921,01 €)

## Séptima edición: 1998
La séptima edición, se ha realizado con Jesús Hermida y Pedro Rollán. Se ha recaudado 111 millones de pesetas (667 123,44 €)

## Octava edición: 1999
La octava edición, se ha realizado con Ana Rosa Quintana y Constantino Romero. Se ha recaudado 151 millones de pesetas (907 528,28 €)

## Novena edición: 2000
La novena edición, se ha realizado con Ana Rosa Quintana y Antonio Hidalgo. Se ha recaudado 142 millones de pesetas (853 437,19 €)

## Décima edición: 2001
La décima edición, se ha realizado con Ana Rosa Quintana, bajo el lema: 10 años de sonrisas. Se ha recaudado 150 millones de pesetas (901. 518,16 €) a la fundación Acción Contra el Hambre.